# Friedrich Heckmann (Politiker)
Friedrich Heckmann (* 12. September 1925 in Rothenburg ob der Tauber; † unbekannt) war ein deutscher Politiker (NPD).

## Leben
Heckmann war Angestellter und lebte in Eberbach.
Heckmann war Mitglied der NPD. Bei der Landtagswahl in Baden-Württemberg 1968 kandidierte er im Wahlkreis Heidelberg-Land. Er zog über ein Zweitmandat in den Landtag von Baden-Württemberg ein und gehörte diesem bis zum Ende der Legislaturperiode 1972 an.